# Накараи, Сигэюки
Сигэюки Накараи (яп. 半井重幸; род. 11 марта 2002, Саппоро), также известный как Shigekix (Шигекикс) — японский би-бой. Чемпион Азиатских игр (2022) в брейкинге. На летних Олимпийских играх 2024 года в Париже занял 4 место.

## Биография
Сигэюки Накараи родился 11 марта 2002 года в Саппоро, префектура Хоккайдо, Япония. Заинтересовался брейкингом в возрасте 7 лет под влиянием старшей сестры би-гёрл Ayane. Выступал на различных соревнованиях среди детей. В 2014 году одержал победу на Chelles Battle Pro во Франции в категории до 12 лет (Baby Battle). В 2017 году в возрасте 15 лет уже участвовал в соревнованиях Red Bull BC One, став самым молодым участником конкурса. Шигекикс дошёл до полуфинала, где уступил нидерландскому би-бою Менно, который в том году стал победителем. На летних юношеских Олимпийских играх 2018 года в Буэнос-Айресе Шигекикс взял бронзу. В 2020 году Шигекикс уже завоевал чемпионский пояс Red Bull BC One, став самым молодым чемпионом за всю историю соревнований.
На Всемирных играх 2022 года Шигекикс взял бронзовую медаль. На чемпионате мира по брейкингу 2022 года взял серебро, а на чемпионате 2023 года бронзу. На летних Азиатских играх, которые прошли в 2023 году, завоевал золотую медаль и получил квалификацию на летние Олимпийские игры 2024 года в Париже. На закрытии Азиатских игр был знаменосцем своей сборной.
На летних Олимпийских играх в Париже брейкинг был впервые представлен в качестве олимпийской дисциплины. На открытии Игр Шигекикс был знаменосцем японской сборной вместе с фехтовальщицей Мисаки Эмурой. В групповом этапе Шигекикс был вторым в своей группе. В четвертьфинале он одолел Менно из Нидерландов. В полуфинале уступил Филу Уизарду из Канады, а в баттле за третье место Виктору из США. Именно этих двух би-боев перед Играми Шигекикс называл своими основными соперниками. На чемпионате мира 2024 года Шигекикс занял второе место. Золотую медаль взял другой японец, би-бой Issin.
Никнейм Shigekix придумал ему тренер, когда он был ещё ребёнком. В Японии есть конфеты с таким названием.